# Sous-préfectures de la Côte d'Ivoire
Depuis les réorganisations de 2011 à 2014 des unités territoriales administratives de Côte-d'Ivoire, il y a deux districts autonomes et douze districts, sous-divisés en trente-et-une régions de Côte d'Ivoire, qui sont sous-divisés en cent huit départements, qui sont sous-divisés en 509 sous-préfectures, et enfin sont sous-divisés en 8 000 villages et 201 communes.
Les chiffres de population entre parenthèses sont basés sur le recensement de 2014 RGPH. 

## Liste des sous-préfectures par district, région et département

### District autonome d'Abidjan
Population : 4 707 404

#### Abidjan urbaine
Population : 4 395 243
- Abidjan Nord (3 190 633)
  - Abobo (1 030 658)
  - Adjame (372 978)
  - Attecoube (260 911)
  - Cocody (447 055)
  - Plateau (7 488)
  - Yopougon (1 071 543)
- Abidjan Sud (1 204 610)
  - Koumassi(433 139)
  - Marcory (249 858)
  - Port-Bouet (419 033)
  - Treichville (102 580)

#### Abidjan rurale
Population : 312 161
- Abidjan Rural Est (107 161)
  - Bingerville (91 319)
  - Brofodoumé (15 842)
- Abidjan Rural Ouest (205 000)
  - Anyama (148 962)
  - Songon (56 038)

### District autonome de Yamoussoukro
Population : 355 573
- Attiégouakro (45 517)
  - Attiégouakro (12 250)
  - Lolobo (33 267)
- Yamoussoukro (310 056)
  - Yamoussoukro (281 735)
  - Kossou (28 321)

### District du Bas-Sassandra
Population : 2 280 548

#### Gbôkle
Population : 400 798
- Fresco (101 298)
  - Dahiri (36 591)
  - Fresco (41 058)
  - Gbagbam (23 649)
- Sassandra (299 500)
  - Dakpadou (46 529)
  - Grihiri (37 852)
  - Lobakuya (67 969)
  - Medon (16 575)
  - Sago (58 354)
  - Sassandra (72 221)

#### Nawa
Population : 1 053 084)
- Buyo (183 875)
  - Buyo (103 217)
  - Dapeoua (80 658)
- Guéyo (83 680)
  - Dabouyo (44 467)
  - Guéyo (39 213)
- Méagui (320 975)
  - Gnamangui (116 476)
  - Méagui (132 293)
  - Oupoyo (72 206)
- Soubré (464 554)
  - Grand-Zattry (99 343)
  - Liliyo (76 682)
  - Okrouyo (113 366)
  - Soubré (175 163)

#### San-Pédro
Population : 826 667)
- San-Pédro (631 156)
  - Doba (123 530)
  - Dogbo (37 391)
  - Gabiadji (109 933)
  - Grand-Bereby (98 686)
  - San-Pédro (261 616)
- Tabou (195 510)
  - Dapo-Iboke (14 858)
  - Djamandioke (15 006)
  - Djouroutou (71 651)
  - Grabo (39 181)
  - Olodio (15 824)
  - Tabou (38 990)

### District de la Comoé
Population : 1 555 668

#### Indénié-Djuablin
Population : 560 432
- Abengourou (336 148)
  - Abengourou (135 635)
  - Amélékia (25 238)
  - Aniassué (40 498)
  - Ebilassokro (19 433)
  - Niablé (44 967)
  - Yakassé-Féyassé (36 838)
  - Zaranou (33 539)
- Agnibilékrou (168 188)
  - Agnibilékrou (69 174)
  - Akoboissue (28 647)
  - Damé (15 920)
  - Duffrebo (42 426)
  - Tanguelan (12 021)
- Bettié (56 096)
  - Bettié (24 983)
  - Diamarakro (31 113)

#### Sud-Comoé
Population : 642 620
- Aboisso (307 852)
  - Aboisso (86 115)
  - Adaou (57 187)
  - Adjouan (25 088)
  - Ayamé (14 195)
  - Bianouan (41 442)
  - Kouakro (30 061)
  - Maféré (34 760)
  - Yaou (19 004)
- Adiaké (83 547)
  - Adiaké (44 257)
  - Assinie-Mafia (16 721)
  - Etuéboué (22 569)
- Grand-Bassam (179 063)
  - Bongo (25 052)
  - Bonoua (69 983)
  - Grand-Bassam (84 028)
- Tiapoum (72 158)
  - Noé (27 939)
  - Nouamou (19 148)
  - Tiapoum (25 072)

#### Moronou
Population : 352 616
- Arrah (80 345)
  - Arrah (33 372)
  - Kotobi (25 674)
  - Krebe (21 299)
- Bongouanou (165 307)
  - Andé (51 726)
  - Assie-Koumassi (15 542)
  - Bongouanou (62 991)
  - N'Guessankro (35 048)
- M'Batto (106 964)
  - Anoumaba (19 463)
  - Assahara (7 227)
  - M'Batto (51 007)
  - Tiémélékro (29 267)

### District du Denguélé
Population : 289 779

#### Folon
Population : 96 415
- Kaniasso (58 216)
  - Goulia (18 590)
  - Kaniasso (13 600)
  - Mahandiana-Sokourani (26 026)
- Minignan (38 199)
  - Kimbirila-Nord (4 932)
  - Minignan (14 521)
  - Sokoro (6 704)
  - Tienko (12 042)

#### Kabadougou
Population : 193 364
- Gbéléban (18 181)
  - Gbéléban (2 569)
  - Samango (11 215)
  - Seydougou (4 397)
- Madinani (39 704)
  - Fengolo (5 929)
  - Madinani (25 054)
  - N'Goloblasso (8 721)
- Odienné (91 691)
  - Bako (17 253)
  - Bougousso (6 722)
  - Dioulatièdougou (8 028)
  - Odienné (50 506)
  - Tiémé (9 182)
- Samatiguila (17 483)
  - Kimbirila-Sud (8 550)
  - Samatiguila (8 933)
- Séguélon (26 305)
  - Gbongaha (10 407)
- Séguélon (15 898)

### District du Gôh-Djiboua
Population : 1 605 286

#### Gôh
Population : 876 117
- Gagnoa (602 097)
  - Bayota (54 125)
  - Dahiepa-Kehi (18 173)
  - Dignago (32 387)
  - Dougroupalegnaoa (47 083)
  - Doukouyo (21 361)
  - Gagnoa (213 918)
  - Galebre-Galébouo (33 269)
  - Gnagbodougnoa (9 981)
  - Guibéroua (64 284)
  - Ouragahio (36 364)
  - Sérihio (42 545)
- Yopohue (28 607)
- Oumé (274 020)
  - Diégonéfla (75 167)
  - Guépahouo (33 798)
  - Oumé (127 850)
  - Tonla (37 205)

#### Lôh-Djiboua
Population : 729 169
- Divo (380 220)
  - Chiepo (31 006)
  - Didoko (21 660)
  - Divo (179 455)
  - Hiré (50 357)
  - Nebo (18 673)
  - Ogoudou (54 075)
  - Zego (24 994)
- Guitry (146 748)
  - Dairo-Didizo (47 344)
  - Guitry (53 296)
  - Lauzoua (23 348)
  - Yocoboue (22 760)
- Lakota (202 201)
  - Djidji (12 375)
  - Gagore (15 011)
  - Goudouko (26 641)
  - Lakota (77 223)
  - Niambézaria (61 253)
  - Zikisso (9 698)

### District des Lacs
Population : 905 988

#### Bélier
Population : 346 768
- Didiévi (93 699)
  - Bollo (13 278)
  - Didiévi (22 510)
  - Molonou-Blé (23 348)
  - Raviart (17 113)
  - Tié-N'Diékro (17 450)
- Djékanou (26 510)
  - Bonikro (6 420)
  - Djékanou (20 090)
- Tiébissou (98 734)
  - Lomokankro (14 835)
  - Molonou (20 140)
  - Tiébissou (51 539)
  - Yakpabo-Sakassou (12 220)
- Toumodi (127 825)
  - Angoda (14 272)
  - Kokoumbo (24 650)
  - Kpouébo (25 473)
  - Toumodi (63 430)

#### Iffou
Population : 311 642
- Daoukro (159 085)
  - Akpassanou (6 178)
  - Ananda (12 020)
  - Daoukro (73 134)
  - Ettrokro (16 492)
  - N'Gattakro (13 480)
  - Ouéllé (27 521)
  - Samanza (10 260)
- M'Bahiakro (79 768)
  - Bonguéra (18 560)
  - Kondossou (11 320)
  - M'Bahiakro (49 888)
- Prikro (72 789)
  - Anianou (5 814)
  - Famienkro (11 217)
  - Koffi-Amonkro (11 893)
  - Nafana (10 623)
  - Prikro (33 242)

#### N'Zi
Population : 247 578
- Bocanda (126 910)
  - Bengassou (22 891)
  - Bocanda (60 183)
  - Kouadioblékro (17 287)
  - N'Zèkrézessou (26 549)
- Dimbokro (91 056)
  - Abigui (9 015)
  - Diangokro (10 451)
  - Dimbokro (64 957)
  - Nofou (6 633)
- Kouassi-Kouassikro (29 612)
  - Kouassi-Kouassikro (23 117)
  - Mekro (6 495)

### District des Lagunes
Population : 1 478 047

#### Agnéby-Tiassa
Population : 606 852
- Agboville (292 109)
  - Aboude (19 796)
  - Ananguie (13 786)
  - Agboville (95 093)
  - Attobrou (20 454)
  - Azaguié (21 976)
  - Céchi (22 779)
  - Grand-Morié (17 907)
  - Guessiguié (21 911)
  - Loviguié (17 048)
  - Oress-Krobou (5 806)
  - Rubino (35 553)
- Sikensi (78 439)
  - Gomon (20 880)
  - Sikensi (57 559)
- Taabo (56 422)
  - Pacobo (14 510)
  - Taabo (41 912)
- Tiassalé (179 882)
  - Gbolouville (28 854)
  - Morokro (35 790)
  - N’Douci (56 990)
  - Tiassalé (58 248)

#### Grands-Ponts
Population : 356 495
- Dabou (148 874)
  - Dabou (88 430)
  - Lopou (30 269)
  - Toupah (30 175)
- Grand-Lahou (151 313)
  - Ahouanou (35 004)
  - Bacanda (20 950)
  - Ebounou (25 314)
  - Grand-Lahou (67 483)
  - Toukouzou (2 562)
- Jacqueville (56 308)
  - Attoutou (24 020)
  - Jacqueville (32 288)

#### La Mé
Population : 514 700
- Adzopé (193 518)
  - Adzopé (98 846)
  - Agou (26 692)
  - Annépé (19 925)
  - Assikoi (10 735)
  - Bécédi-Brignan (22 633)
  - Yakassé-Mé (14 687)
- Akoupé (119 028)
  - Afféry (28 107)
  - Akoupé (66 311)
  - Bécouéfin (24 610)
- Alépé (125 877)
  - Aboisso-Comoé (24 609)
  - Alépé (40 480)
  - Allosso (12 703)
  - Danguira (38 417)
  - Oghiwapo (9 668)
- Yakassé-Attobrou (76 277)
  - Abongoua (12 197)
  - Biéby (19 998)
  - Yakassé-Attobrou (44 082)

### District des Montagnes
Population : 2 371 920

#### Cavally
Population : 459 964
- Bloléquin (123 336)
  - Bloléquin (71 854)
  - Diboké (6 168)
  - Doké (13 357)
  - Tinhou (13 293)
  - Zéaglo (18 664)
- Guiglo (176 688)
  - Bedy-Goazon (16 872)
  - Guiglo (113 796)
  - Kaade (25 253)
  - Nizahon (20 767)
- Taï (102 948)
  - Taï (31 928)
  - Zagne (71 020)
- Toulépleu (56 992)
  - Bakoubly (4 013)
  - Meo (14 755)
  - Nezobly (6 679)
  - Péhé (10 835)
  - Tiobly (4 965)
  - Toulépleu (15 745)

#### Guémon
Population : 919 392
- Bangolo (318 129)
  - Bangolo (40 220)
  - Beoue-Zibiao (21 927)
  - Bléniméouin (23 979)
  - Diéouzon (31 009)
  - Gohouo-Zagna (17 800)
  - Guinglo-Tahouaké (36 368)
  - Kahin-Zarabaon (62 455)
  - Zéo (9 259)
  - Zou (75 112)
- Duékoué (408 148)
  - Bagohouo (46 129)
  - Duékoué (185 344)
  - Gbapleu (66 549)
  - Guézon (58 193)
- Facobly 76 507)
  - Facobly (22 407)
  - Guézon (8 674)
  - Koua (8 515)
  - Sémien (28 812)
  - Tieny-Seably (8 099)
- Kouibly (116 608)
  - Kouibly (43 392)
  - Nidrou (10 343)
  - Ouyably-Gnondrou (49 470)
  - Totrodrou (13 403)

#### Tonkpi
Population : 992 564)
- Biankouma (154 300)
  - Biankouma (51 269)
  - Blapleu (14 750)
  - Gbangbégouiné (3 449)
  - Gbonné (35 957)
  - Gouiné (14 909)
  - Kpata (6 741)
  - Santa (27 225)
- Danané (267 148)
  - Daleu (34 308)
  - Danané (104 672)
  - Gbon-Houye (13 640)
  - Kouan-Houle (27 926)
  - Mahapleu (44 368)
  - Seileu (19 718)
  - Zonneu (22 516)
- Man (334 166)
  - Bogouiné (15 172)
  - Fagnampleu (2 967)
  - Gbangbégouiné-Yati (10 068)
  - Logoualé (28 515)
  - Man (188 704)
  - Podiagouine (21 694)
  - Sandougou-Soba (7 746)
  - Sangouiné (36 832)
  - Yapleu (7 735)
  - Zagoue (5 410)
  - Ziogouine (9 323)
- Sipilou (41 868)
  - Sipilou (22 417)
  - Yorodougou (19 451)
- Zouan-Hounien (195 082)
  - Banneu (13 223)
  - Bin-Houyé (28 499)
  - Goulaleu (20 479)
  - Téapleu (39 244)
  - Yelleu (11 203)
  - Zouan-Hounien (82 434)

### District du Sassandra-Marahoué
Population : 2 293 304

#### Haut-Sassandra
Population : 1 430 960
- Daloa (591 633)
  - Bédiala (81 193)
  - Daloa (319 427)
  - Gadouan (57 470)
  - Gboguhé (58 103)
  - Gonaté (36 938)
  - Zaïbo (38 502)
- Issia (327 901)
  - Boguedia (20 943)
  - Iboguhé (41 768)
  - Issia (85 727)
  - Nahio (27 034)
  - Namane (41 177)
  - Saïoua (86 423)
  - Tapeguia (24 829)
- Vavoua (400 912)
  - Bazra-Nattis (39 218)
  - Danano (31 384)
  - Dania (77 295)
  - Kétro-Bassam (24 934)
  - Séitifla (93 430)
  - Vavoua (134 651)
- Zoukougbeu (110 514)
  - Domangbeu (9 530)
  - Gregbeu (18 487)
  - Guessabo (36 302)
  - Zoukougbeu (46 195)

#### Marahoué
Population : 862 344
- Bouaflé (409 683)
  - Begbessou (19 787)
  - Bonon (112 629)
  - Bouaflé (167 263)
  - N'Douffoukankro (29 097)
  - Pakouabo (18 977)
  - Tibeita (15 664)
  - Zaguiéta (46 266)
- Sinfra (238 015)
  - Bazré (34 781)
  - Kononfla (50 776)
  - Kouetinfla (22 181)
  - Sinfra (130 277)
- Zuénoula (214 646)
  - Gohitafla (35 440)
  - Iriefla (6 229)
  - Kanzra (27 982)
  - Maminigui (25 047)
  - Vouéboufla (20 454)
  - Zanzra (18 545)
  - Zuénoula (80 949)

### District des Savanes
Population : 1 607 497

#### Bagoué
Population : 375 687
- Boundiali (127 684)
  - Baya (8 591)
  - Boundiali (59 586)
  - Ganaoni (18 842)
  - Kasséré (23 983)
  - Siempurgo (16 682)
- Kouto (129 598)
  - Blességué (15 187)
  - Gbon (25 427)
  - Kolia (24 848)
  - Kouto (37 060)
  - Sianhala (27 076)
- Tengréla (118 405)
  - Débété (5 751)
  - Kanakono (22 901)
  - Papara (8 866)
  - Tengréla (80 887)

#### Poro
Population : 763 852
- Dikodougou (80 578)
  - Boron (24 239)
  - Dikodougou (39 567)
  - Guiembé (16 772)
- Korhogo (536 851)
  - Dassoungboho (6 363)
  - Kanoroba (18 555)
  - Karakoro (19 243)
  - Kiemou (22 422)
  - Kombolokoura (5 739)
  - Komborodougou (12 947)
  - Koni (11 948)
  - Korhogo (286 071)
  - Lataha (30 745)
  - Nafoun (7 990)
  - Napiéolédougou (23 297)
  - N'Ganon (5 386)
  - Niofoin (26 471)
  - Sirasso (28 160)
  - Sohouo (16 029)
  - Tioroniaradougou (15 485)
- M'Bengué (87 811)
  - Bougou (14 160)
  - Katiala (8 861)
  - Katogo (14 862)
  - M'Bengué (49 928)
- Sinématiali (58 612)
  - Bouakaha (5 704)
  - Kagbolodougou (9 356)
  - Sediego (5 757)
  - Sinématiali (37 795)

#### Tchologo
Population : 467 958
- Ferkessédougou (143 263)
  - Ferkessédougou (120 150)
  - Koumbala (10 088)
  - Togoniéré (13 025)
- Kong (87 929)
  - Bilimono (19 873)
  - Kong (29 190)
  - Nafana (17 703)
  - Sikolo (21 163)
- Ouangolodougou (236 766)
  - Diawala (71 054)
  - Kaouara (27 971)
  - Niellé (29 022)
  - Ouangolodougou (74 519)
  - Toumoukoro (34 200)

### District de la Vallée du Bandama
Population : 1 440 826

#### Gbêkê
Population : 1 010 849
- Béoumi (154 206)
  - Ando-Kékrénou (12 526)
  - Béoumi (73 475)
  - Bodokro (28 502)
  - Kondrobo (10 197)
  - Lolobo (8 880)
  - Marabadiassa (6 640)
  - N'Guessankro (13 986)
- Botro (81 424)
  - Botro (20 337)
  - Diabo (26 272)
  - Krofoinsou (11 948)
  - Languibonou (22 867)
- Bouaké (680 694)
  - Bouaké-Ville (536 189)
  - Bouaké-SP (71 949)
  - Bounda (10 088)
  - Brobo (16 447)
  - Djébonoua (30 821)
  - Mamini (15 200)
- Sakassou (94 525)
  - Ayaou-Sran (17 713)
  - Dibri-Assirikro (16 153)
  - Sakassou (56 230)
  - Toumodi-Sakassou (4 429)

#### Hambol
Population : 429 977
- Dabakala (189 254)
  - Bassawa (16 323)
  - Boniérédougou (23 265)
  - Dabakala (55 769)
  - Foumbolo (18 808)
  - Niemene (15 698)
  - Satama-Sokoro (18 209)
  - Satama-Sokoura (11 603)
  - Sokala-Sobara (16 389)
  - Tiendene-Bambarasso (8 769)
  - Yaossedougou (4 421)
- Katiola (106 905)
  - Fronan (38 917)
  - Katiola (56 681)
  - Timbé (11 307)
- Niakaramadougou (133 818)
  - Arikokaha (7 416)
  - Badikaha (21 441)
  - Niakaramadougou (49 824)
  - Niédiékaha (9 648)
  - Tafiré (23 365)
  - Tortiya (22 124)

### District du Woroba
Population : 845 139

#### Bafing
Population : 183 047
- Koro (59 210)
  - Booko (18 356)
  - Borotou (5 353)
  - Koro (23 596)
  - Mahandougou (5 597)
  - Niokosso (6 308)
- Ouaninou (48 805)
  - Gbelo (4 941)
  - Gouekan (3 246)
  - Koonan (6 553)
  - Ouaninou (20 790)
  - Saboudougou (3 918)
  - Santa (9 357)
- Touba (75 032)
  - Dioman (4 817)
  - Foungbesso (18 033)
  - Guintéguéla (18 994)
  - Touba (33 188)

#### Béré
Population : 389 758
- Dianra (96 579)
  - Dianra (53 700)
  - Dianra-Village (42 879)
- Kounahiri (77 679)
  - Kongasso (35 642)
  - Kounahiri (42 037)
- Mankono (215 500)
  - Bouandougou (35 671)
  - Mankono (64 330)
  - Marandalah (36 074)
  - Sarhala (38 207)
  - Tiéningboué (41 218)

#### Worodougou
Population : 272 334
- Kani (73 889)
  - Djibrosso (11 859)
  - Fadiadougou (15 066)
  - Kani (31 211)
  - Morondo (15 753)
- Séguéla (198 445)
  - Bobo-Diarabana (25 249)
  - Dualla (8 130)
  - Kamalo (9 783)
  - Massala (23 021)
  - Séguéla (63 774)
  - Sifié (23 667)
  - Worofla (44 821)

### Zanzan
Population : 934 352

#### Bounkani
Population : 267 167
- Bouna (114 625)
  - Bouka (15 319)
  - Bouna (58 616)
  - Ondefidouo (28 088)
  - Youndouo (12 602)
- Doropo (66 664)
  - Danoa (69 020
  - Doropo (37 741)
  - Kalamon 5 965)
  - Niamoue (16 056)
- Nassian (44 528)
  - Bogofa (5 486)
  - Kakpin (7 040)
  - Kotouba (5 705)
  - Nassian (19 971)
  - Sominassé (6 326)
- Téhini (41 350)
  - Gogo (11 535)
  - Téhini (15 122)
  - Tougbo (14 693)

#### Gontougo
Population : 667 185
- Bondoukou (333 707)
  - Appimandou (6 800)
  - Pinda-Boroko (5 012)
  - Bondo (19 932)
  - Bondoukou (117 453)
  - Gouméré (15 906)
  - Laoud-Iba (56 882)
  - Sapli-Sépingo (8 204)
  - Sorobango (27 744)
  - Tabagne (16 970)
  - Tagadi (34 440)
  - Taoudi (18 568)
  - Yezimala (5 796)
- Koun-Fao (116 230)
  - Boahia (9 182)
  - Kokomian (10 438)
  - Kouassi-Dattékro (25 833)
  - Koun-Fao (31 982)
  - Tankéssé (25 378)
  - Tienkoikro (13 417)
- Sandégué (56 215)
  - Bandakagni-Tomora (7 159)
  - Dimandougou (9 280)
  - Sandégué (23 068)
  - Yorobodi (16 708)
- Tanda (77 555)
  - Amanvi (5 312)
  - Diamba (9 680)
  - Tanda (51 958)
  - Tchedio (10 605)
- Transua (83 478)
  - Assuéfry (30 406)
  - Kouassi-Niaguini (16 872)
  - Transua (36 200)